# 郭昂
郭昂（1229年—1289年），字彦高，号野斋，元朝彰德林州人。
郭昂习刀槊，稍通经史，工于诗文。元世祖至元二年（1265年），以布衣上书言事，任山东统军司知事。南宋灭亡后，为襄阳总军司，后调任沅州安抚司同知，率兵先后镇压溪洞八十余栅、播州张华、沅州张虎等反元武装，迫降张虎。至元二十六年（1289年），镇压江西南安明扬、上龙等地多起反元起事。授万户，镇守抚州。后奉命赴广东监造战船。任广东宣慰使，病故。其子子郭震，杭州路镇守万户。郭惠，佥江西廉访司事。郭豫，知宁都州。郭惠之子郭嘉。